# Tolmerus angustifrons
Tolmerus angustifrons là một loài ruồi trong họ Asilidae. Tolmerus angustifrons được Loew miêu tả năm 1849.